# Audi NSU KKM 871
Der Audi NSU KKM 871 ist ein Wankelmotor, der von der Audi NSU Auto Union AG als Teil der vierten Generation der Wankelmotoren entwickelt wurde. Der Motor wurde 1971 unter der Leitung von Audi NSU und mit Unterstützung des VW-Entwicklungsauftrags EA 871 konstruiert, um eine leistungsstarke und kompakte Alternative zu konventionellen Hubkolbenmotoren zu bieten. Er wurde als Zweischeibenmotor mit einem Kammervolumen von 746,6 cm³ pro Scheibe ausgelegt und war für den Einsatz in Fahrzeugen wie dem Audi 100 C2 und potenziell dem Citroën CX gedacht.
Obwohl der KKM 871 vielversprechende Testergebnisse lieferte, darunter eine mit Hubkolbenmotoren vergleichbare Kraftstoffeffizienz und eine hohe Laufruhe, wurde er nicht in die Serienproduktion übernommen. Die Entwicklung wurde 1978 weitgehend eingestellt, nachdem Audi NSU sich auf Hubkolbenmotoren wie den 5-Zylinder-Turbomotor konzentrierte.

## Entwicklungsgeschichte

### Allgemeines
Die Entwicklung des KKM 871 begann 1971, als Audi NSU die Kreiskolbenmotor-Technologie weiter vorantreiben wollte, auch im Hinblick auf Lizenznehmer wie Citroën. Der Motor wurde unter der Leitung von Ingenieuren wie Richard van Basshuysen und Gottlieb Wilmers entworfen und war Teil eines größeren Projekts zur Verbesserung der Wankeltechnologie.
Laut einem Artikel von Basshuysen und Wilmers aus dem Jahr 1978 (SAE Technical Paper Series) zielte der KKM 871 darauf ab, eine magere Verbrennung mit Kraftstoffeinspritzung und Abgasnachbehandlung (entweder durch thermische Reaktoren oder Katalysatoren) zu nutzen, um strengere Abgasnormen, insbesondere in den USA, zu erfüllen.
Zwischen 1976 und 1978 wurde der KKM 871 in einer internationalen Demonstrationskampagne vorgestellt, bei der 20 Prototypen des Audi 100 mit diesem Motor ausgestattet waren. Die Fahrzeuge wurden in Europa, den USA und Japan präsentiert, um potenzielle Lizenznehmer wie General Motors und Citroën zu überzeugen. Trotz positiver Rückmeldungen zu Verbrauch und Laufruhe blieben die hohen Herstellungskosten und die Skepsis gegenüber der Wankeltechnik entscheidende Hindernisse.
Die Idee, den Audi 100 mit dem KKM 871 auszustatten und damit einen Nachfolger für den NSU Ro 80 im Audi-Programm zu schaffen, wurde 1977 nach einem umfassenden Flottenversuch mit etwa 132 kW (180 PS) Leistung endgültig verworfen. Die Rentabilität war durch hohe Herstellungskosten und geringe Stückzahlen fraglich. Für den US-Markt wäre eine kostspielige Abgasnachbehandlung notwendig geworden. Zudem waren die Verbräuche angesichts der Ölkrise im Vergleich zu Hubkolbenmotoren zu hoch, während eine Dieselvariante technisch nicht realisierbar war. Stattdessen entschied sich Audi für den EA 828, einen Fünfzylinder-Einspritzmotor mit Abgasturbolader, der ebenfalls 170 PS leistete und wirtschaftlicher war.

### Konstruktion
Der KKM 871 ist ein Zweischeiben-Wankelmotor mit einem Kammervolumen von 746,6 cm³ pro Scheibe, was einem Gesamthubraum von 1493 cm³ entspricht. Er wurde mit einer Bosch K-Jetronic Mehrpunkteinspritzung ausgestattet und verfügt über doppelte Seiteneinlasskanäle sowie einen Umfangaustritt. Die Geometrie des Motors basiert auf einer Exzentrizität von 17 mm, einem Erzeugungsradius von 118,5 mm, einer Äquidistanz von 4 mm und einer Gehäusebreite von 69 mm.
Das Motorgehäuse und die Seitenteile bestehen aus Leichtmetall, während die Trochoidenlaufflächen mit einer harten Beschichtung (Nikasil) versehen sind, um Verschleiß zu minimieren. Die Kreiskolben wurden ebenfalls aus Aluminium gefertigt, um das Gewicht zu reduzieren. Die ungeteilte Exzenterwelle besteht aus gehärtetem Stahl und ist für hohe Belastungen ausgelegt. Zur Schmierung der Laufflächen wurde eine Öldosierpumpe integriert, die über die Einspritzpumpe gesteuert wird.
Entwicklungsprojekte untersuchten auch Varianten mit Schichtladung (stratified charge) und Turboaufladung, wobei die Leistung mit Turbo auf bis zu 230 PS gesteigert werden konnte. Die Kolbenmulde wurde als „Kaskaden-Mulde“ gestaltet, um die Verbrennungseffizienz zu verbessern.

### Einsatz und Bedeutung
Der KKM 871 wurde in Testfahrzeugen wie dem Audi 100 eingesetzt, sowohl mit Fünfgang-Schaltgetriebe als auch mit Dreigang-Automatik. Einige Exemplare erreichten eine Leistung von 170 PS und wurden für Hochgeschwindigkeitstests (z. B. 210 km/h im Ro 80) genutzt, wobei der Verbrauch bei 15,2 l/100 km lag. Darüber hinaus wurden vier KKM-871-Motoren an Rhein-Flugzeugbau für den Fantrainer geliefert, ein militärisches Schulflugzeug mit Tandem-Wankelmotoren.
Trotz seiner technischen Vorzüge – geringeres Gewicht, kompakte Bauweise und vibrationsarmer Lauf – konnte der KKM 871 die hohen Erwartungen an Wirtschaftlichkeit und Abgasnormen nicht vollständig erfüllen. Die Produktionskosten lagen über denen eines vergleichbaren 6-Zylinder-Hubkolbenmotors, und die Ölkrise verstärkte den Druck, sparsamere Alternativen zu entwickeln. Dies führte zur Entscheidung zugunsten des Fünfzylindermotors EA 828 mit Turbolader, wodurch der Ro 80 ohne direkten Nachfolger blieb.